# Saint-Martin-de-Jussac
Saint-Martin-de-Jussac (tiếng Occitan: Sent Martin de Jussac) là một xã của tỉnh Haute-Vienne, thuộc vùng Nouvelle-Aquitaine, miền trung nước Pháp.